# Jornadas Catalanas de la Mujer
Las Primeras Jornadas Catalanas de la Mujer (en catalán: Jornades Catalanes de la Dona), celebradas del 27 al 30 de mayo de 1976 en el Paraninfo de la Universidad de Barcelona, son consideradas como el momento de la eclosión en Cataluña del movimiento feminista de la llamada segunda ola (para diferenciarlo del movimiento sufragista de finales del siglo XIX y comienzos del siglo XX). En aquel encuentro, que fue uno de los primeros actos del periodo de la transición totalmente abierto a la participación ciudadana activa, se expusieron por primera vez en un foro de debate público y abierto las reivindicaciones y demandas de las mujeres después de los largos años de la dictadura.

## Objetivo
El propósito era analizar y debatir en profundidad sobre la explotación y la opresión específica de las mujeres, con el fin de elaborar propuestas transformadoras y empezar a actuar para llevarlas a la práctica.

## Organización
Convocadas como parte de la campaña iniciada el año anterior a raíz de la proclamación por parte de las Naciones Unidas del año 1975 Año Internacional de la Mujer, las Jornadas fueron la ocasión para compartir las reflexiones y aspiraciones de muchas mujeres diversas, que en los años anteriores habían empezado a debatir en pequeños grupos, en grupos de autoconciencia, y dentro de las organizaciones políticas y los movimientos reivindicativos, en los que algunas mujeres trabajaban para hacer sentir su voz.
Las ponencias que se presentaron habían sido preparadas en comisiones abiertas y discutidas en espacios diversos, desde casales de barrio hasta centros culturales adscritos a las parroquias y colegios profesionales. Los temas de trabajo se trataron en ocho sesiones intensas.

## Asistentes
La asistencia rebasó el aforo del paraninfo, con unas 500 asistentes por sesión, cuatro mil en total a lo largo de los cuatro días. Todos los grupos de mujeres activos en aquel momento participaron, desde las militantes de partidos políticos en la clandestinidad -con un abanico que iba desde la democracia cristiana hasta la izquierda revolucionaria y los partidos nacionalistas- hasta las feministas radicales del Seminario Colectivo Feminista, y feministas independientes que habían empezado a formar grupos de autoconciencia, junto a grupos de los barrios, sindicalistas estudiantes, docentes, abogadas, médicas y enfermeras, artistas, escritoras, periodistas, y también muchas que acudieron atraídas por la convocatoria, desde jóvenes obreras hasta amas de casa.
Con tanta diversidad, los debates fueron apasionados, y muy participativos, con un gran número de intervenciones, además de las ponencias y comunicaciones elaboradas previamente.

## Temas tratados
Se trataron los temas del trabajo, la mujer en los barrios, la familia, la educación, los medios de comunicación, la participación de las mujeres, la legislación, la mujer en el mundo rural, la sexualidad. La autonomía del movimientofeminista y la cuestión de su articulación con la práctica política general estuvieron presentes como tema de fondo a lo largo de las Jornadas, con una diversidad de referentes teóricos y posiciones a veces enfrentadas.

## Logros y conclusiones finales
Las conclusiones finales se resumen en estos términos: 
1. Derecho a un puesto de trabajo sin discriminaciones
2. Socialización del trabajo doméstico a través de servicios colectivos
3. Enseñanza obligatoria, pública, laica, gratuita y no discriminatoria contra la mujer
4. Abolición del servicio social
5. Amnistía general
6. Abolición de todas las leyes discriminatorias contra la mujer
7. Revisión de la célula familiar: ley del divorcio, patria potestad no exclusiva del hombre, reconocimiento de todos los derechos a la madre soltera e igualdad de derechos para todos los hijos (“legítimos” e “ilegítimos”)
8. Supresión de los delitos de adulterio y amancebamiento
9. Derecho a la libre disposición del propio cuerpo
10. Educación sexual, anticonceptivos a cargo de la Seguridad social para mujeres y hombres
11. Legalización del aborto e inclusión de este en la Seguridad Social
12. Supresión de la Ley de peligrosidad y rehabilitación social, que perseguía conductas como la homosexualidad o la prostitución.

Más allá de las reivindicaciones de las reformas legales que se esperaba lograr con la nueva democracia, muchas intervenciones reclamaban un cambio total y profundo de la sociedad, en las relaciones entre mujeres y hombres y en la misma manera de vivir el hecho de ser mujer, con la voluntad de poder proyectar los propios deseos en el mundo y vivir dichosamente desde un cuerpo de mujer.
El hecho de compartir, no sólo reflexiones abstractas, sino también experiencias vividas, incluso las más íntimas, como sucedió al tratar el tema de la sexualidad, creó un espacio de relación, en el cual muchas mujeres empezaron a llevar a la práctica el lema “lo personal es político”. Para muchas de las presentes fue una experiencia personalmente transformadora. Seguramente por eso las Jornadas del 76 han quedado inscritas en la memoria colectiva como un momento capital en la historia reciente de las mujeres en Cataluña.
Las ponencias, comunicados y conclusiones de las I Jornades Catalanes de la Dona están publicadas en un libro que lleva ese mismo título. El Archivo Histórico de Barcelona recopiló los testimonios orales de varias mujeres participantes en las mismas.